# 小嘴乌鸦
小嘴乌鸦（学名：Corvus corone）又名老鸦、老鸹、通称乌鸦。

## 生态环境
小嘴乌鸦常在低山区繁殖，冬季游荡到平原地区和居民点附近寻找食物和越冬，本物种常常与其他鸦科近似种如大嘴乌鸦、达乌里寒鸦结成大群活动。冬季的时候在很多大城市，乌鸦群会在市区栖息，而在市郊的垃圾场觅食，每天往返于觅食场和栖息地之间，朝九晚五，一如城市白领。

## 分布地域
小嘴乌鸦广泛分布于亚欧大陆，从欧洲西部到俄罗斯的堪察加半岛之间的广大地区有本物种分布，向南一直到非洲北部的地中海沿岸、南亚次大陆、日本列岛均可见到本物种；在中国的北部地区、四川、福建、广东、南至海南南部和云南南部也都有本物种的分布记录。

## 特徵
在雀形目中，小嘴乌鸦是体形最大的几个物种之一，成年的小嘴乌鸦体长在45－50厘米左右，但是相比于同属的大嘴乌鸦，本物种还是显得略小一些，但是这种体形差异极不显著若非两者同时出现在视野中，是绝难察觉这种差异的。小嘴乌鸦雄雌同形同色，通体漆黑，无论是喙、虹膜还是双足均是饱满的黑色；但细看小嘴乌鸦的体羽并非漆黑一团，除头顶、后颈和颈侧之外的其他部分羽毛，多少都带有一些显蓝色、紫色和绿色的金属光泽，顺光或侧光观察本物种，能明显地看出这些精彩的金属光泽；他们飞羽和尾羽的光泽略呈蓝绿色，其他部分的光泽则呈蓝偏紫色，下体的光泽教黯淡。

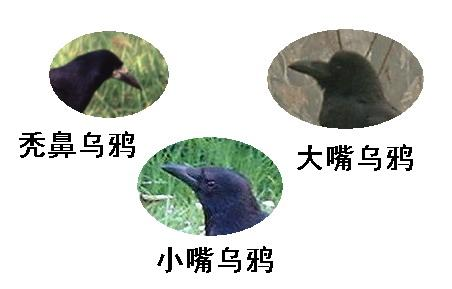
三种乌鸦头形喙形比较

与同属相似种大嘴乌鸦相比，本物种喙形较细，与令一相似种秃鼻乌鸦相比，本物种不具有上喙基部裸露的灰白色区域，而这一区域是鉴识秃鼻乌鸦的重要特征。

## 食物
小嘴乌鸦属于杂食性鸟类，以腐尸、垃圾等杂物为食亦取食植物的种子和果实，是自然界的清洁工。

## 繁殖与保护

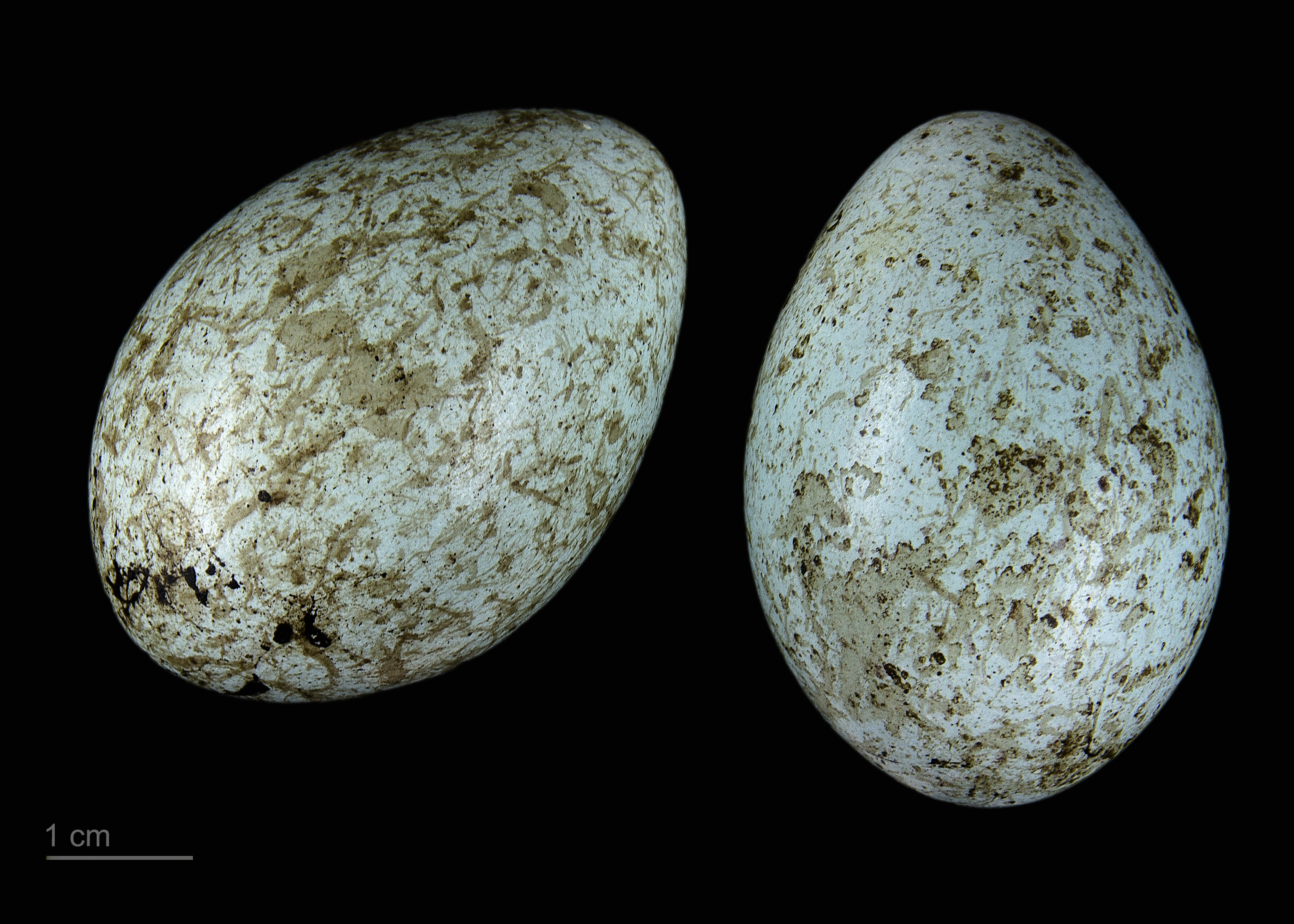
卵 Corvus corone corone

小嘴乌鸦的繁殖在每年的4－7月间，选择较高的树上筑巢，巢用枯枝搭建，内垫柔软材料，每巢产卵4－7枚，由雌鸟负责孵化孵化期18－21天。
小嘴乌鸦未被列入保护，由于本物种能够很好地适应城市环境，每到冬季常聚集到气温较高的市区活动，常常在冬季树叶落净的枯枝上落满了本物种和大嘴乌鸦等鸦属鸟类，宛如一转眼间又生出了树叶，满树的乌鸦群集聒噪，遗失狼藉，成为困扰很多城市的乌鸦问题。